# Globtik Tokyo
Die Globtik Tokyo war bei ihrer Indienststellung der weltweit größte Öltanker.

## Geschichte
Das Schiff war ein Ultra Large Crude Carrier (ULCC) und wurde Anfang der 1970er Jahre von Ravi Tikko, dem Chef der Londoner Reederei Globtik Tankers geordert. Die Kiellegung des Schiffes mit der Baunummer K2239 fand am 3. April 1972 auf der Werft Ishikawajima Harima Heavy Industries in Kure statt, am 14. Oktober 1972 ließ man die Globtik Tokyo zu Wasser und lieferte sie im Februar 1973 an ihre Auftraggeber ab. Mit der Jungfernreise zum Persischen Golf begann eine 20-Jahres-Charter für die japanische Reederei Tokyo Tankers. Auch das im Oktober 1973 abgelieferte Schwesterschiff Globtik London trat später eine Langzeitcharter für Tokyo Tankers an. Das dritte Schwesterschiff des Typs, die Nissei Maru, wurde 1974/75 direkt für Tokyo Tankers gebaut.
Die Globtik Tokyo hatte eine achtere Antriebsanlage und ein achtern angeordnetes Brückenhaus. Die Silhouette des Tankers wurde von zwei nebeneinander hinter dem Deckshaus angeordneten schlank zulaufenden Schornsteinen bestimmt. Der Antrieb bestand aus einer von der Bauwerft gefertigten 45.000-PS-Dampfturbinen, die über ein Getriebe auf einen einzelnen Festpropeller wirkte. Bei 90 % Dauerleistung verbrauchte die Globtik Tokyo etwa 200 Tonnen Treibstoff am Tag. Eine Inertgasanlage behandelte die Abgase der Antriebsturbine, die zum explosionssicheren Befüllen der Tanks genutzt wurden. Zur Energieversorgung standen drei Hilfsdiesel zur Verfügung.
Bis 1979 wurden die Globtik Tokyo und Globtik London von Globtik Tankers bereedert und wurden dann nach Japan veräußert und unter liberianischer Flagge weiterbetrieben. Schon 1985 und 1986 wurden die beiden Globtik-Schiffe an Abbrecher in Korea und Tawan veräußert. Die Globtik London beendete ihre letzte Reise am 25. November 1985 bei Great Honor Steel & Iron in Kaohsiung, die  Globtik Tokyo traf am 20. Februar 1986 zum Abbruch bei Hyundai in Ulsan ein.